# کلر فولی
کلر فولی (انگلیسی: Clare Foley؛ زادهٔ ۲۴ سپتامبر ۲۰۰۱) هنرپیشه اهل ایالات متحده آمریکا است. وی از سال ۲۰۱۰ میلادی تاکنون مشغول فعالیت بوده‌است.
از فیلم‌ها یا برنامه‌های تلویزیونی که وی در آن نقش داشته‌است می‌توان به هر چیز پنهانی، دختران خیلی خوب، شوم، گاتهام، چپ‌دست، شوم ۲، دلبر آمریکا، گیلی هاپکینز بزرگ و مردان کوچک اشاره کرد.